# Jan Hájek
Jan Hájek (ur. 7 sierpnia 1983 w Ołomuńcu) – czeski tenisista, reprezentant w Pucharze Davisa.
Od 1 kwietnia 2010 roku jest mężem tenisistki Dáji Bedáňovej.

## Kariera tenisowa
Jako zawodowy tenisista Hájek występował w latach 2000–2015.
W grze pojedynczej wygrał 10 turniejów rangi ATP Challenger Tour.
W grze podwójnej Hájek wygrał 1 turniej rangi ATP World Tour oraz awansował do 1 finału.
Od roku 2009 jest reprezentantem Czech w Pucharze Davisa. W grudniu 2009 roku zagrał w finale edycji przeciwko Hiszpanii. Hájek przegrał swój mecz singlowy z Rafaelem Nadalem 3:6, 4:6. Ostatecznie Hiszpanie wygrali tę rundę 5:0.
Najwyżej sklasyfikowany w rankingu singlistów był na 71. miejscu na początku listopada 2006 roku, natomiast w zestawieniu deblistów w maju 2006 roku zajmował 189. pozycję.

### Finały w turniejach ATP World Tour
| Legenda                                      |
| -------------------------------------------- |
| Wielki Szlem                                 |
| Igrzyska olimpijskie                         |
| Tennis Masters Cup / ATP Finals              |
| ATP Masters Series / ATP Tour Masters 1000   |
| ATP International Series Gold / ATP Tour 500 |
| ATP International Series / ATP Tour 250      |

#### Gra podwójna (1–1)
| Końcowy wynik | Nr | Data            | Turniej   | Nawierzchnia | Partner           | Przeciwnicy                         | Wynik finału |
| ------------- | -- | --------------- | --------- | ------------ | ----------------- | ----------------------------------- | ------------ |
| Finalista     | 1. | 6 maja 2007     | Monachium | Ceglana      | Jaroslav Levinský | Philipp Kohlschreiber Michaił Jużny | 1:6, 4:6     |
| Zwycięzca     | 1. | 4 stycznia 2014 | Ad-Dauha  | Ceglana      | Tomáš Berdych     | Alexander Peya Bruno Soares         | 6:2, 6:4     |